# Soja western
Il soja western è un genere cinematografico nato negli anni settanta, che unisce al western il kung-fu.

## Origini
Venne chiamato soja perché richiamasse all'Oriente e quindi alle vari arti marziali e western perché era l'altro genere compreso nel filone. Questo sottogenere fu inventato per competere con gli spaghetti western, ma dopo poco tempo fu sorpassato. Il principale regista che si occupò di queste pellicole fu Antonio Margheriti, con Là dove non batte il sole e Schiaffoni e karate. Gli attori principali dei soja western furono Tom Scott, Chai Lee e Lo Lieh.

## Differenze fra i due generi
I film si basano principalmente su storie come un vendicatore oppure un samurai che sono minacciati da gangster. Nelle pellicole c'è sempre la lotta tra la pistola e le arti marziali, queste riescono sempre a vincere su altre armi. Inoltre il personaggio principale quasi sempre è un esperto di arti marziali orientale, mentre il nemico è sempre un bianco che usa armi sofisticate.

## Principali film
- 2 samurai per 100 geishe, regia di Giorgio Simonelli con Franco Franchi (1962)

- 3 pistole contro Cesare, regia di Enzo Peri con James Shigeta (1966)

- Oggi a me... domani a te, regia di Tonino Cervi con Tatsuya Nakadai (1968)

- Lo straniero di silenzio, regia di  Luigi Vanzi e Vincenzo Cerami con Tony Anthony (1968)

- Un esercito di 5 uomini, regia di Italo Zingarelli con Tetsurō Tamba (1969)

- Sole rosso, regia di Terence Young con Toshirō Mifune (1971)

- …altrimenti vi ammucchiamo, regia di Yeo Ban-Yee con Jason Pai Piao (1973)

- Sette ore di violenza per una soluzione imprevista, regia di Michele Massimo Tarantini con Iwao Yoshioka (1973)

- Ku-Fu? Dalla Sicilia con furore, regia di Nando Cicero con Franco Franchi (1973)

- Schiaffoni e karatè, regia di Antonio Margheriti con Chai Lee (1973)

- Crash! Che botte... Strippo strappo stroppio, regia di Bitto Albertini con Lo Lieh (1973)

- Pugni, pirati e karatè, regia di Joe D'Amato con Richard Harrison (1973)

- Tutti per uno... botte per tutti, regia di Bruno Corbucci con Hsueh Han (1973)

- Storia di karatè, pugni e fagioli, regia di Tonino Ricci con Iwao Yoshioka (1973)

- Il mio nome è Shangai Joe, regia di Mario Caiano con Chen Lee (1974)

- Là dove non batte il sole, regia di Antonio Margheriti con Lo Lieh (1974)

- Il bianco, il giallo, il nero, regia di Sergio Corbucci con Tomas Milian (1974)

- Che botte ragazzi!, regia di Bitto Albertini con Cheen Lie (1975)

- La tigre venuta dal fiume Kwai, regia di Franco Lattanzi con Krung Srivilai (1975)

- Robin Hood, frecce, fagioli e karatè, regia di Tonino Ricci con Iwao Yoshioka (1976)